# Sporting CP
A Sporting Clube de Portugal egy portugál sportklub. Székhelye Lisszabonban van. A magyar sportsajtóban Sporting Lisszabon néven ismert.
21-szoros portugál bajnok és 17-szeres kupagyőztes. A 2006-os bajnokságban 2. helyezést ért el, így indulhatott a Bajnokok Ligája 2007-2008-as szezonjában.
Legnagyobb nemzetközi sikere az 1964-es Kupagyőztesek Európa-kupája (KEK) győzelem, ahol a döntőben a magyar MTK együttesét múlták felül. Az 1990-1991-es szezonban az UEFA kupában az elődöntőben estek ki. 2005-ben a csapat az UEFA-kupa döntőjébe jutott, ahol azonban alulmaradtak az orosz CSZKA Moszkvával szemben. A 2011/12-es idényben elérték az elődöntőt az Európa-ligában. 2018 áprilisában a csapat játékosait egy edzésen megtámadták a szurkolók, aminek hatására kilenc játékos, és Jorge Jesus vezetőedző is felbontotta a szerződését. Nem sokkal később Bruno de Carvalho, a klubelnök is elhagyta a klubot

## Jelentős játékosok
Portugália
- Peyroteo
- Travassos
- Albano
- Rui Jordão
- Vítor Damas
- António Jesus Correia
- Vasques
- João Lourenço
- João Martins
- Hilário
- Vítor Damas
- Oceano
- Hugo Viana
- Simão Sabrosa
- Paulo Sousa
- Manuel Fernandes
- Dimas
- João Pinto
- Pedro Barbosa
- Carlos Manuel
- Fernando Gomes
- Rui Jorge
- Ricardo Quaresma
- Cristiano Ronaldo
- Paulo Futre
- Beto
- António Oliveira
- Jorge Cadete
- Fernando Nelson
- Paulo Bento
- Carlos Xavier
- Luís Figo
- Dani
- Ricardo Sá Pinto
- Nani
- Manuel Louro

Argentína
- Hector Yazalde
- Aldo Duscher
- Alberto Acosta
- Gabriel Heinze
- Facundo Quiroga

Belgium
- Filip De Wilde
- Mbo Mpenza

Brazília
- André Cruz
- Leandro Machado
- Luizinho
- Paulinho Cascavel
- Paulo Silas
- Ricardo Rocha
- Mário Jardel
- Fabio Rochemback
- Tansel Dogan
- César Prates
- Tinga
- Anderson Polga
- Liedson

Bulgária
- Krasszimir Balakov
- Ivajlo Jordanov
- Bontcso Guentcsev

Chile
- Pablo Contreras
- Rodrigo Tello
- Mauricio Pinilla

Horvátország
- Robert Špehar
- Tomislav Ivković

Csehország
- Tomas Skuhravy
- Pavel Horváth

Dánia
- Peter Schmeichel

Franciaország
- Didier Lang

Magyarország
- Mészáros Ferenc
- Katzirz Béla

Anglia
- Rob McDonald
- Raphael Meade
- Tony Sealy
- Rodger Wylde

Írország
- Phil Babb
- Alan Mahon

Olaszország
- Ivone De Franceschi

Mexikó
- Manuel Negrete

Marokkó
- Musztafí Hadzsí
- Núr ed-Dín Najbet

Hollandia
- Frank Rijkaard
- Stan Valckx

Nigéria
- Emmanuel Amuneke

Paraguay
- César Augusto Ramírez

Lengyelország
- Andrzej Juskowiak

Románia
- Marius Niculae

Svédország
- Hans Eskilsson

Ukrajna
- Serhiy Scherbakov

USA
- Jovan Kirovski

Uruguay
- Rodolfo Rodríguez

### Külső hivatkozások
- Hivatalos honlap (portugál)